# Țigănași
Ţigănaşi é uma comuna romena localizada no distrito de Iaşi, na região de Moldávia. A comuna possui uma área de  km² e sua população era de 4423 habitantes segundo o censo de 2007.